# بابلو اجويلار
بابلو اجويلار (بالألمانية: Pablo Aguilar) (و. 1973 – م) هو ممثل، وكاتب سيناريو، وممثل مسرحي، وممثل أفلام من الأرجنتين.

## وصلات خارجية
- بابلو اجويلار على موقع IMDb (الإنجليزية)
- بابلو اجويلار على موقع ألو سيني (الفرنسية)
- بابلو اجويلار على موقع أول موفي (الإنجليزية)
- بابلو اجويلار على موقع قاعدة بيانات الفيلم (الإنجليزية)
- بابلو اجويلار على موقع كينوبويسك (الروسية)